# Osa odporu
Osa odporu (persky محور مقاومت‎, Mehvar-e Moqávemat, arabsky محور المقاومة‎, Mihwar al-Muqáwama) je neformální politická a vojenská koalice na Blízkém východě vedená Íránem. Jejím hlavním cílem je čelit vlivu Spojených států amerických a Izraele v regionu.
Mezi její nejvýznamnější členy patří libanonský Hizballáh, Islámský odpor v Iráku, Lidové mobilizační síly a jemenští Hútíové. Někdy zahrnuje také Hamás a řadu dalších palestinských militantních skupin. Různé kroky členů koalice odrážejí jejich domácí zájmy a zároveň mají širší cíl; zkomplikovat izraelskou ofenzivu a způsobit Spojeným státům co největší náklady. Spojené státy považují většinu těchto organizací za teroristické. Navzdory tomu v letech 2014–2017 spolupracovala koalice s Armádou USA v boji proti Islámskému státu. Až do pádu režimu rodiny al-Asadových v roce 2024 byla členem koalice také Sýrie.
Mezi koaliční spojence patří Severní Korea, Venezuela a Kuba, zatímco mezi oponenty patří Bahrajn, Evropská unie, Izrael, Jemen, Jordánsko, Palestinská autonomie, Spojené státy americké a Sýrie. Koalice rovněž vystupuje proti sunnitským salafistickým ozbrojeným skupinám, jako je al-Káida a Islámský stát.

## Historie

### Etymologie
Termín „osa odporu“ poprvé použil libyjský deník az-Zahf al-Achdar v reakci na tvrzení amerického prezidenta George W. Bushe, že Írán, Irák a Severní Korea tvoří osu zla. V jeho článku Axis of evil or axis of resistance z roku 2002 se psalo, že „jediným společným jmenovatelem Íránu, Iráku a Severní Koreje je jejich odpor vůči hegemonii USA“.

### Vznik
Po íránské islámské revoluci v roce 1979 se někteří z nejradikálnějších zakladatelů Islámských revolučních gard, jako například Muhammad Montazerí (byl vyškolen palestinským Fatahem a udržoval úzké vztahy s Muammarem Kaddáfím) a Mostafá Čamrán (navštívil Kubu a byl ovlivněn revolučním internacionalismem), snažili vytvořit něco, co se často nazývá „islámská internacionála“. Vycházeli přitom ze „solidarity utlačovaných“, kterou definovali Alí Šarí'atí a Rúholláh Chomejní. Montazerí a Čamrán spolu s Alím Akbarem Mohtašamípúrím, íránským velvyslancem v Sýrii, vytvořili v rámci Lidové revoluční organizace Íránské islámské republiky oddělení pro islámská osvobozenecká hnutí, jehož cílem bylo spojit činnost zakázané irácké Islámské strany Da'wa a organizace Badr s činností libanonských stran Amal a Hizballáh. Oddělení pro islámská osvobozenecká hnutí je považováno za výchozí bod íránských pokusů o vytvoření toho, co se později stalo známým jako Osa odporu.